# Mary-Louise Parker
Mary-Louise Parker (Fort Jackson, 2. kolovoza 1964.), američka glumica.

## Životopis
Rođena je u Fort Jacksonu, Južna Karolina. Najmlađa je od četvero djece Caroline Louise i Johna Morgana Parkera, suca u službi američke vojske. Potencijal za glumu pokazala je kao tinejdžerka, a nakon diplome na "North Carolina School of Arts", počela se probijati u kazalištu. Nakon kazališnog debija, "Preludija poljupcu" iz 1990., uskoro je slijedio film i televizija. U filmu "Pohane zelene rajčice" glumila je nasuprot Kathy Bates, Jessici Tandy i Mary Stuart Masterson.
Kasnije su uslijedili "Grand Canyon", "Klijent", "Kava, mlijeko i šećer". Do sada je ostvarila 40-ak uloga, iako je najpoznatiji po ulozi u serijalu "Trava" mreže Showtime. U serijalu koji je trajao 8 godina, glumila je Nancy Botwick, udovicu s dvoje djece koja nakon muževe smrti razvije biznis prodavajući marihuanu. Također je glumila i u hvaljenoj seriji "Anđeli u Americi", kao mormonska žena latentnog odvjetnika koja je ovisna o Valiumu.
Nikad se nije udavala, ali ima dvoje djece. Sin William rođen je iz veze s glumcem Billyem Crudupom. Posvojila je i djevojčicu iz Afrike i nazvala je Caroline Aberash Parker.

## Vanjske poveznice
- [neaktivna poveznica] Stranica na IMDB-u.